# Luis Eyzaguirre
Luis Armando Eyzaguirre Silva (Santiago del Cile, 22 giugno 1939) è un ex calciatore cileno, di ruolo difensore.